# Tatárszentgyörgy, Pesta
Tatárszentgyörgy  este un sat în districtul Dabas, județul Pesta, Ungaria, având o populație de 1.903 locuitori (2011). 

## Demografie
Componența etnică a satului Tatárszentgyörgy
     Maghiari (83,26%)
     Romi (16,02%)
     Necunoscut (0,17%)
     Alții (0,55%)
Componența confesională a satului Tatárszentgyörgy
     Romano-catolici (50,55%)
     Fără religie (6,1%)
     Reformați (4,36%)
     Necunoscută (37,78%)
     Alte religii (2,05%)
Conform recensământului din 2011, satul Tatárszentgyörgy avea 1.903 locuitori. Din punct de vedere etnic, majoritatea locuitorilor (83,26%) erau maghiari, cu o minoritate de romi (16,02%). Apartenența etnică nu este cunoscută în cazul a 0,17% din locuitori.  Din punct de vedere confesional, majoritatea locuitorilor (50,55%) erau romano-catolici, existând și minorități de persoane fără religie (6,1%) și reformați (4,36%). Pentru 37,78% din locuitori nu este cunoscută apartenența confesională.